# 四年計畫 (納粹德國)
四年計畫（德語：Vierjahresplan）是納粹德國的一項經濟計劃。

## 历史
由阿道夫·希特勒所提出，共有兩次，「第一次四年計劃」於1933年執行，使德國達到人民生活富足；「第二次四年計劃」則令德國達到盡可能資源上自給自足，以防未來戰爭爆發後再度遭受像第一次世界大戰被協約國封鎖而導致物資缺乏的問題。第二次四年計畫取得了某種程度的成效，建設了頗具規模的人造石油、纖維、合成橡膠製造廠，並整合了巨型工業聯合體「赫爾曼·戈林國家工廠」來提昇效率。
赫爾曼·戈林被任命為本計畫之總負責人，後來成為經濟部長，將本計畫轉移至經濟部的管轄範圍。在第二次世界大戰爆發後，戈林仍為四年計畫負責人，並以此身份在佔領區（特別是烏克蘭）掠奪資源。他曾與多位部門負責人發生衝突，特別是軍火部長亞伯特·斯佩爾。1945年4月23日，戈林被解除四年計畫負責人的職務。